# Anax parthenope
Anax parthenope е вид водно конче от семейство Aeshnidae. Възникнал е преди около 5,33 млн. години по времето на периода неоген. Видът е незастрашен от изчезване.

## Разпространение
Разпространен е в Австрия, Азербайджан, Албания, Алжир, Армения, Афганистан, Белгия, Босна и Херцеговина, България, Великобритания (Северна Ирландия), Германия, Грузия (Аджария), Гърция (Егейски острови и Крит), Дания, Египет, Естония, Израел, Индия, Йордания, Ирак, Иран, Ирландия, Испания (Балеарски острови, Канарски острови и Северно Африкански територии на Испания), Италия (Сардиния и Сицилия), Казахстан, Катар, Кипър, Киргизстан, Китай, Кувейт, Латвия, Либия, Ливан, Литва, Люксембург, Малта, Мароко, Молдова, Монголия, Нидерландия, Обединени арабски емирства, Оман, Пакистан, Палестина, Полша, Португалия (Мадейра), Провинции в КНР, Северна Македония, Румъния, Русия (Алтай, Дагестан, Европейска част на Русия, Карачаево-Черкезия, Краснодар, Северна Осетия, Ставропол и Читинска област), Саудитска Арабия, Северна Корея, Сенегал, Сирия, Словакия, Словения, Сомалия, Судан, Сърбия, Тайван, Тунис, Туркменистан, Турция, Узбекистан, Украйна (Крим), Унгария, Франция (Корсика), Хърватия, Чад, Черна гора, Чехия, Швейцария, Швеция, Южен Йемен, Южна Корея и Япония.

## Описание
Популацията на вида е стабилна.